# Paróquia Santo Antônio (Pará de Minas)
A Paróquia Santo Antônio é uma circunscrição eclesiástica católica brasileira sediada no município de Pará de Minas, no interior do estado de Minas Gerais. Faz parte da Diocese de Divinópolis, estando situada na Forania Nossa Senhora da Piedade.
O surgimento da Comunidade Santo Antônio foi consolidado em duas fases: em 1973, com a construção do salão paroquial, e em 1974, com a inauguração da capela, mais tarde reformada e ampliada. Em 13 de junho de 2008, a comunidade é elevada à categoria de paróquia, desmembrando-se da Paróquia São Pedro.